# دانیل
دانیل (انگلیسی: Taniel) یک فیلم کوتاه و برنده چندین جایزه خانه‌هنر به نویسندگی و کارگردانی گارو بربریان است که داستان ماه‌های پایانی عمر دانیل واروژان تا زمان کشته‌شدن وی در روز تولد پسرش در سن ۳۱ سالگی در جریان نسل‌کشی ارمنی‌ها را روایت می‌کند.

## بازیگران
- شان بین - راوی
- تیگران گابویان - دانیل واروژان
- یگیا آکگون - صدای دانیل واروژان
- شوغاکات ملکه-گالستیان - آراکسی واروژان
- ساموئل گریگوریان - بدری بیگ

## عوامل تولید
- گارو بربریان - کارگردام
- گارو بربریان، بن هاجسن - نویسندگان
- ناره تر-گابریلیان - تهیه‌کننده
- گوری گولیادزه، بن هاجسن - فیلمبرداران
- ماریام دوالیشویلی - دستیار کارگردان
- گاریک مانوکیان - Production Design
- تاتئویک آیوازیان - Poetry Producer
- لورین وانت - تذوینگر فیلم
- جسی هاجسن - تصویرگر
- مارک کوری - طراحی پویانمایی
- ریچارد هینتن - Foley Artist